# Rezerwat przyrody Góra Ślęża
Rezerwat przyrody „Góra Ślęża” – rezerwat przyrody obejmujący szczyt Ślęży, położony w obrębie Ślężańskiego Parku Krajobrazowego, na terenie gminy Sobótka w województwie dolnośląskim. Został utworzony na podstawie Zarządzenia Ministra Leśnictwa z dnia 15 lutego 1954 roku pod nazwą „Góra Sobótka-Ślęż”. Początkowo zajmował powierzchnię 142,70 ha. W 2003 roku powiększono go do 161,56 ha i zmieniono jego nazwę na „Góra Ślęża”. Obecnie podawana wielkość rezerwatu to 161,43 ha.
Utworzony został ze względu na ochronę zabytków historycznych i walorów krajobrazowych. Ponadto chroni mały fragment lasu liściastego w części szczytowej Ślęży z licznymi okazami starych, dorodnych drzew i dość bogatym runem. Z przyrodniczego punktu widzenia wartościowe są również skałki i blokowiska gabrowe z rzadkimi gatunkami porostów, mchów i wątrobowców. Rezerwat ten ma status rezerwatu leśnego częściowego (obowiązuje w nim ochrona czynna).

## Flora
Ważniejsze gatunki:
- kopytnik pospolity
- marzanka wonna
- przenęt purpurowy
- starzec Fuchsa